# Tempestade tropical Chris (2006)
A tempestade tropical Chris foi o quarto ciclone tropical da temporada de furacões no Atlântico de 2006. Chris formou-se em 31 de Julho no Oceano Atlântico a leste das Pequenas Antilhas de uma onda tropical. A tempestade em geral deslocou-se para oeste-noroeste, passando ao norte das ilhas do Caribe. Chris foi uma tempestade de relativa curta duração, alcançando o pico de intensidade com ventos de 100 km/h em 2 de Agosto enquanto estava localizado ao norte de São Martinho. A tempestade enfraqueceu-se gradualmente antes de finalmente se dissipar em 5 de Agosto perto do leste de Cuba.
Os danos gerais foram mínimos, causando chuvas moderadas ao longo de sua trajetória. Nenhuma morte foi registrada.

## História meteorológica
Uma onda tropical deixou a costa ocidental da África em 27 de Julho. Inicialmente, fortes áreas de convecção persistiam ao longo do eixo da onda, embora ar seco tenha diminuído grandemente as áreas de convecção em 28 de Julho. A área de ventos continuava bem definida assim que a onda continuava a ir para oeste. As áreas de convecção profunda aumentaram dois dias após na porção norte do eixo da onda. As Classificações Dvorak começaram em 30 de Julho em resposta a um aumento da profundidade e da organização das áreas de convecção. Em 31 de Julho, uma boia registrou uma mudança na direção do vento do nordeste para oeste, indicando a formação de uma pequena área de baixa pressão. A organização convectiva rapidamente aumentou assim que o sistema começou a seguir para noroeste. O sistema tornou-se a depressão tropical Três em 1º de Agosto enquanto estava localizada a 375 km a leste-sudeste de Barbuda.
Meteorologistas inicialmente previram que os ventos de cisalhamento de uma área de baixa pressão de altos níveis poderiam prevenir o fortalecimento e causar a dissipação dentro de três dias. Entretanto, a depressão continuou a se organizar assim que as áreas de convecção profunda continuaram a se desenvolver perto da circulação apesar dos ventos de cisalhamento moderado. O sistema intensificou-se para a tempestade tropical Chris seis horas depois de sua formação. As áreas de convecção gradualmente se consolidaram sobre o sistema e na noite de 1º de Agosto, Chris alcançou ventos constantes de 95 km/h enquanto passava a 80 km ao norte das Pequenas Antilhas. A estrutura de Chris continuou a se organizar e ficou mais simétrico e um olho chegou a se formar na parte superior da tempestade no começo da madrugada de 2 de Agosto. Os fluxos externos aumentaram em todos os quadrantes. A tempestade alcançou o pico de intensidade com ventos constantes de 100 km/h pouco depois, enquanto estava localizada a 195 km a leste de São Tomás, Ilhas Virgens Americanas. Apesar das previsões iniciais de que Chris se tornaria um furacão assim que uma crista de alta pressão iria forçar Chris a seguir uma trajetória para oeste-noroeste, os ventos de cisalhamento dissiparam o núcleo interno bem definido da tempestade e Chris começou a se enfraquecer.

A tempestade tropical Chris enfraquecendo-se devido aos fortes ventos de cisalhamento.

No começo da madrugada de 3 de Agosto, fortes ventos de cisalhamento sobre Chris deslocaram as áreas de convecção profunda sobre a circulação ciclônica de baixos níveis enquanto uma crista em formação ao seu norte fez mudar a trajetória de Chris para oeste, em direção a uma área de ar seco. Por volta do meio-dia de 3 de Agosto, a circulação ciclônica estava desprovido de qualquer área de convecção num raio de 135 km do centro do sistema enquanto as áreas de convecção estavam sendo levadas pelo vento de cisalhamento até Porto Rico e Hispaniola. No final do mesmo dia, novas áreas de convecção começaram a se formar perto do centro do sistema novamente, embora os ventos de cisalhamento persistentes enfraqueceram Chris para uma depressão tropical em 4 de Agosto. Devido aos modelos computacionais terem previsto o enfraquecimento dos ventos de cisalhamento, os meteorologistas indicaram a possibilidade de um fortalecimento moderado no Golfo do México para uma tempestade tropical com ventos constantes de 95 km/h. Entretanto, as áreas de convecção continuaram mínimas e Chris se degenerou para uma área de baixa pressão remanescente no final de 4 de Agosto. No final de 5 de Janeiro, as áreas de convecção se intensificaram em associação com a área de baixa pressão e meteorologistas indicaram um desenvolvimento lento sobre o Golfo do México devido às poucas condições favoráveis. Um novo desenvolvimento da tempestade nunca ocorreu e a circulação ciclônica remanescente dissipou-se perto de Havana, Cuba, em 6 de Agosto.

## Preparativos

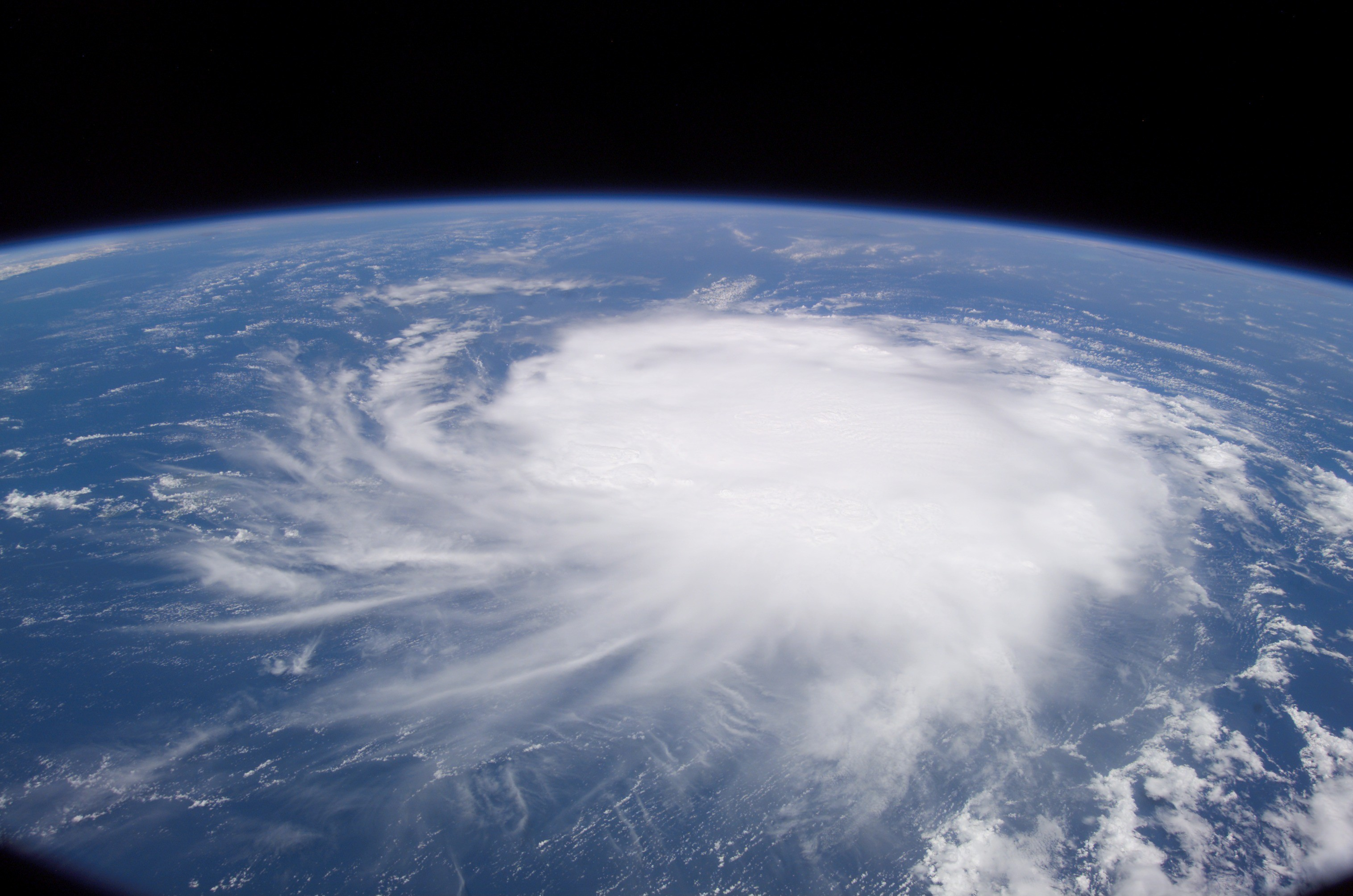
A tempestade tropical Chris fotografado da Estação Espacial Internacional.

Quando o Centro Nacional de Furacões emitiu seu primeiro aviso sobre a depressão tropical Três, os governos de Antiga e Barbuda, Anguila, São Cristóvão e Neves e as Ilhas Virgens Britânicas emitiram um aviso de tempestade tropical para seus respectivos territórios. Quando a depressão se fortaleceu para a tempestade tropical Chris, avisos de tempestade tropical foram emitidos também para Saba, Santo Eustáquio, São Bartolomeu e São Martinho. Três navios de cruzeiros tiveram que se desviar de suas rotas originais para evitar a tempestade. Representantes da Federal Emergency Management Agency coordenaram junto com as autoridades locais de gerenciamento de emergências nas Ilhas Virgens Americanas para determinar a necessidade de uso dos hospitais, abrigos e sacos de areia. Em St. Tomás, todos os voos foram cancelados, exceto empresas de táxi aéreo, que foram, permitidas a trafegar durante a tempestade. O serviço de balsa entre São Martinho e Anguila foram suspensos por um curto período de tempo. As autoridades em São Martinho recomendaram aos cidadãos a fixar todos os objetos soltos. Também avisaram os residentes costeiros a se prepararem para as fortes ondas. Também recomendaram a canteiros de obras a fixarem todos seus equipamentos. Também foram avisados os proprietários de pequenas embarcações para que não saíssem para o mar durante a passagem da tempestade.
Em 1 de Agosto, autoridades em Porto Rico emitiram um aviso de tempestade tropical para a ilha. No dia seguinte, cerca de 600 turistas tiveram que sair das ilhas de Vieques e Culebra. Os cidadãos em Porto Rico prepararam-se para a chegada da tempestade, estocando alimentos e combustível. Em 2 de Agosto, o governo de Bahamas emitiu um alerta de furacão para Turcas e Caicos, para as Ilhas Acklins e Crooked, para a Ragged Island , para Inagua e para Mayaguana. Em resposta à ameaça da tempestade, as autoridades encorajaram os cidadãos a estocarem suprimentos, enquanto que em Staniel Cay, foi recomendado aos proprietários de embarcações a fixarem seus barcos em preparativo para a tempestade.
Em resposta à trajetória prevista da tempestade no Golfo do México, o preço do petróleo cru no escritório em Londres do New York Mercantle Exchange. O preço do gás natural subiram consideravelmente no pregão eletrônico do New York Mercantile Exchange em 2 de Agosto. Em antecipação à ameaça de um potencial furacão Chris junto com a demanda destes produtos durante uma onda de calor foram citados como fatores para a subida dos preços. Em Nova Orleans, as autoridades, incluindo Ray Nagin prepararam-se para a possível evacuação da cidade de Chris entrasse no Golfo do México como um furacão. O plano de evacuação incluía retirar todos os residentes para foram da cidade se o cenário fosse o pior, com a intenção de evitar uma nova ocorrência, como aconteceu com o furacão Katrina um ano antes. O Gerenciamento de Emergências da Flórida requereu 10 centros de recuperações móveis e colocaram hospitais em Florida Keys em estado de alerta para uma possível evacuação. As autoridades em Mississippi identificaram a necessidade de 110 pessoas para assistir em um processo de evacuação no caso de Chris atingir o estado. Os centros de operação de emergências no Texas e na Luisiana monitoraram o progresso da tempestade, embora não executaram nenhum preparativo para uma possível evacuação.

## Impactos

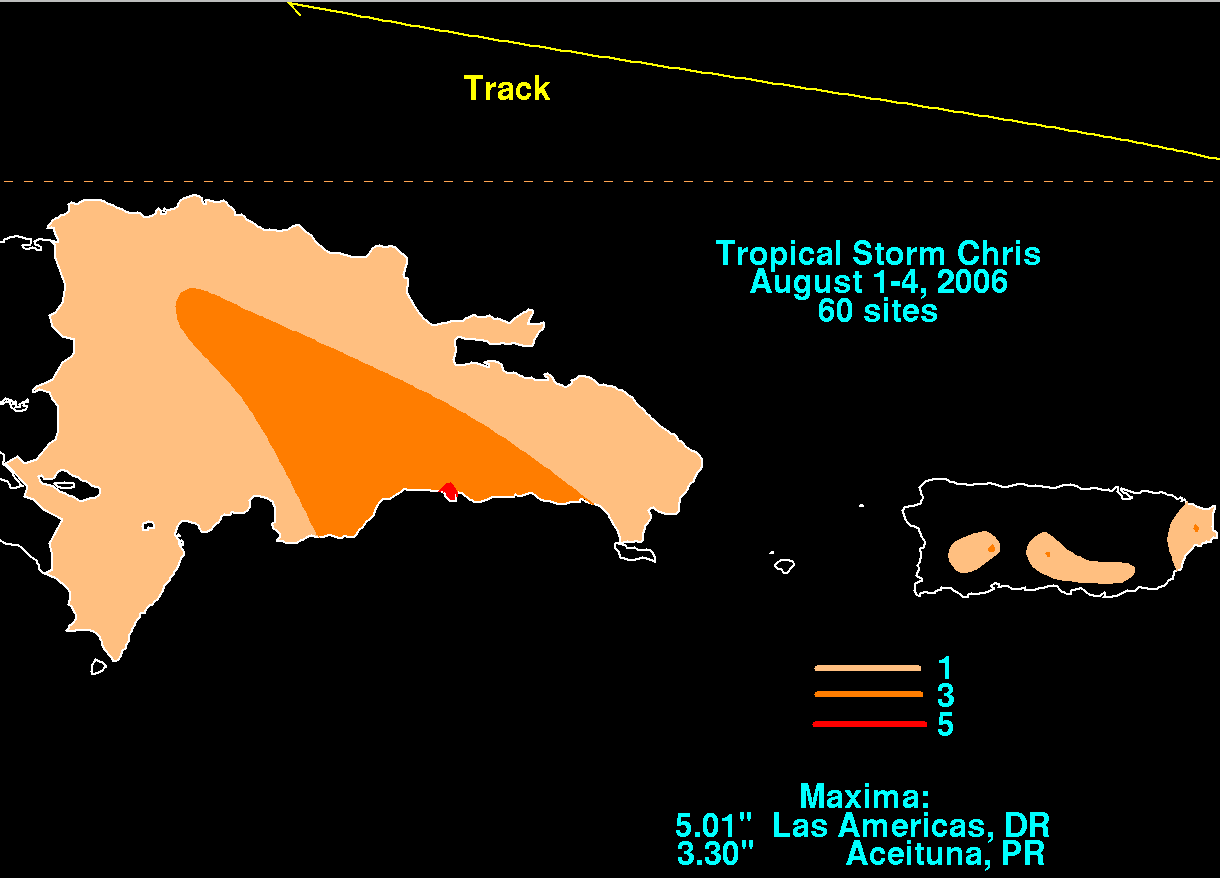
Sumário de chuvas associadas à tempestade em Porto Rico e na República Dominicana.

Os impactos causados por Chris foram mínimos e geralmente confinados em enchentes locais.
São Tomás, Ilhas Virgens Americanas, recebeu chuvas torrenciais, que chegaram a 75 mm. em Anguila foi registrado pouca chuva e algumas rajadas de vento que chegava a 34 km/h. Em São João, Ilhas Virgens Americanas, as rajadas de vento da tempestade não passaram de 37 km/h. Os ventos estavam associados a chuvas moderadas que chegaram a 75 mm. Também foram registrados relâmpagos quando o centro da tempestade aproximava-se da cidade. Embora os danos em São Martinho fossem mínimos, o governado Franklyn Richards reconheceu que os preparativos feitos em resposta à ameaça da tempestade serviu como um teste para chamar a atenção de todos os habitantes que não estavam preparados para a temporada de furacões. Em San Juan, Porto Rico, a tempestade causou poucas chuvas e ventos. As áreas de convecção que foram retiradas de Chris pelos ventos de cisalhamento chegaram em Culebra, Porto Rico, que causaram ventos de até 48 km/h e uma precipitação acumulada de 33 mm. Em Fajardo, a precipitação acumulada chegou ao pico de 78 mm. As chuvas causaram o transbordamento do Rio Fajardo. As enchentes fecharam temporariamente uma auto-estrada na porção nordeste da ilha.
As chuvas alcançaram 50 mm sobre porções de Hispaniola, Turcas e Caicos, as Baamas e no leste de Cuba. Em algumas áreas montanhosas, a precipitação acumulada chegou a 100 mm. Em Santo Domingo, República Dominicana, as chuvas causaram enchentes severas. Segundo o jornal local Las Américas, a precipitação acumulada chegou a 127 mm. Várias pessoas ficaram temporariamente desabrigadas devido às enchentes. As enchentes deixaram muitas rodovias intransitáveis perto da capital. As chuvas também causaram muitos deslizamentos de terra. As enchentes também cobriram campos de arroz na porção nordeste do país. O Escritório Nacional de Meteorologia local emitiu avisos de enchentes para os residentes em áreas baixas e perto de rios no nordeste e no noroeste do país. Apesar das enchentes, os danos gerais foram mínimos e não foram registrados mortes ou feridos em associação com a tempestade.